# Graphis vinosa
Graphis vinosa är en lavart som beskrevs av Müll. Arg. Graphis vinosa ingår i släktet Graphis och familjen Graphidaceae.   Inga underarter finns listade i Catalogue of Life.